# Nova Gradiška
Nova Gradiška (deutsch Neugradiska oder Neu-Gradisca, früher Friedrichsdorf, ungarisch Újgradiska) ist eine Kleinstadt in Ostkroatien mit 11.690 Einwohnern (Volkszählung 2021), gelegen ca. zehn Kilometer nördlich des Flusses Save. Sie wurde im Jahr 1748 als Soldatensiedlung des Slawonischen Grenz-Infanterieregiment Nr. 8 (Gradiskaner) innerhalb der Habsburger Militärgrenze gegründet. Die Grenzsiedlung nannte sich zunächst, nach dem ersten Regimentsführer Friedrich Schmidt, Friedrichsdorf. Im Jahr 1750 wurde die Siedlung in „Nova Gradiska“ umbenannt. Die Stadt hat sich von einer Militärgarnison sehr schnell zu einem Seidenzucht- und später zu einem Handwerks- und Handelszentrum entwickelt. Sie verfügt über einen barocken Ortskern und trägt auch den Titel Jüngste Stadt in Kroatien. Der Stadtname nimmt Bezug auf die frühneuzeitliche Festung Stara Gradiška (Alt-Gradiška), ca. 20 Kilometer südwestlich, unmittelbar am nördlichen Save-Ufer am Grenzübergang zu Bosnien-Herzegowina gelegen. Auf der gegenüberliegenden Seite in Bosnien-Herzegowina befindet sich die Stadt Gradiška.
Nova Gradiška gehörte zu den ersten elektrifizierten Städten in Kroatien. Die Stadt ist bekannt für ihren Karneval, der als einer der ältesten in Kroatien gilt. Es gibt im Ort ein Krankenhaus, ein Gericht, einen Tourismusverband und sämtliche wichtigen Einrichtungen, die man von einer so kleinen Stadt vielleicht nicht erwartet hätte.
Touristisch sind die beiden barocken Kirchen im Ortszentrum sehenswert. Außerdem bietet die Stadt trotz ihrer geringen Größe einen Korso, in dem man verschiedene Läden und viele Cafés finden kann. Neben einer Galerie existiert auch ein Stadtmuseum mit wechselnden Ausstellungen. Im Sommer werden im Stadtpark auf einer Videowand Filme vorgeführt und fast täglich wird von verschiedenen Künstlern Musik gespielt, was zu einer lebhaften Szenerie führt. Als neueste Attraktion ist im Juni 2022 ein völlig neues Freibad hinzugekommen.

## Feste
- Novogradiško glazbeno ljeto (Musiksommer in Nova Gradiška) findet jährlich als größtes Fest statt.
- Motociklistički susreti (Motorradtreffen) findet jährlich im nahegelegenen Erholungsgebiet Strmac statt.

## Verkehr
Die Autobahn A3 und die Bahnlinie Zagreb–Belgrad bilden den Paneuropäischen Verkehrskorridor Nr. 10. Auch ist es möglich, von hier weiter nach Požega (Kroatien), und zur nahen Grenze nach Bosnien-Herzegowina zu gelangen.

## Wirtschaft
Der Jugoslawienkrieg der 1990er Jahre hat viele Industriezweige zerstört. Heute gibt es keine Metallurgieindustrie – einst größter Arbeitgeber – mehr. Im Gegenzug hat sich inzwischen ein Industriepark als Produktionsstandort etabliert. Hier sind u. a. die Firmen EMPWR (Produktion von Proteinriegeln, eine Handelsmarke ist z. B. Multipower), Clarum, Klimaoprema, EJOT, Croata (Krawattenproduktion) und viele weitere kleinere Produzenten ansässig und haben damit Nova Gradiška nach einer kriegsbedingten Durststrecke wieder zu einem hohen Beschäftigungsniveau verholfen.

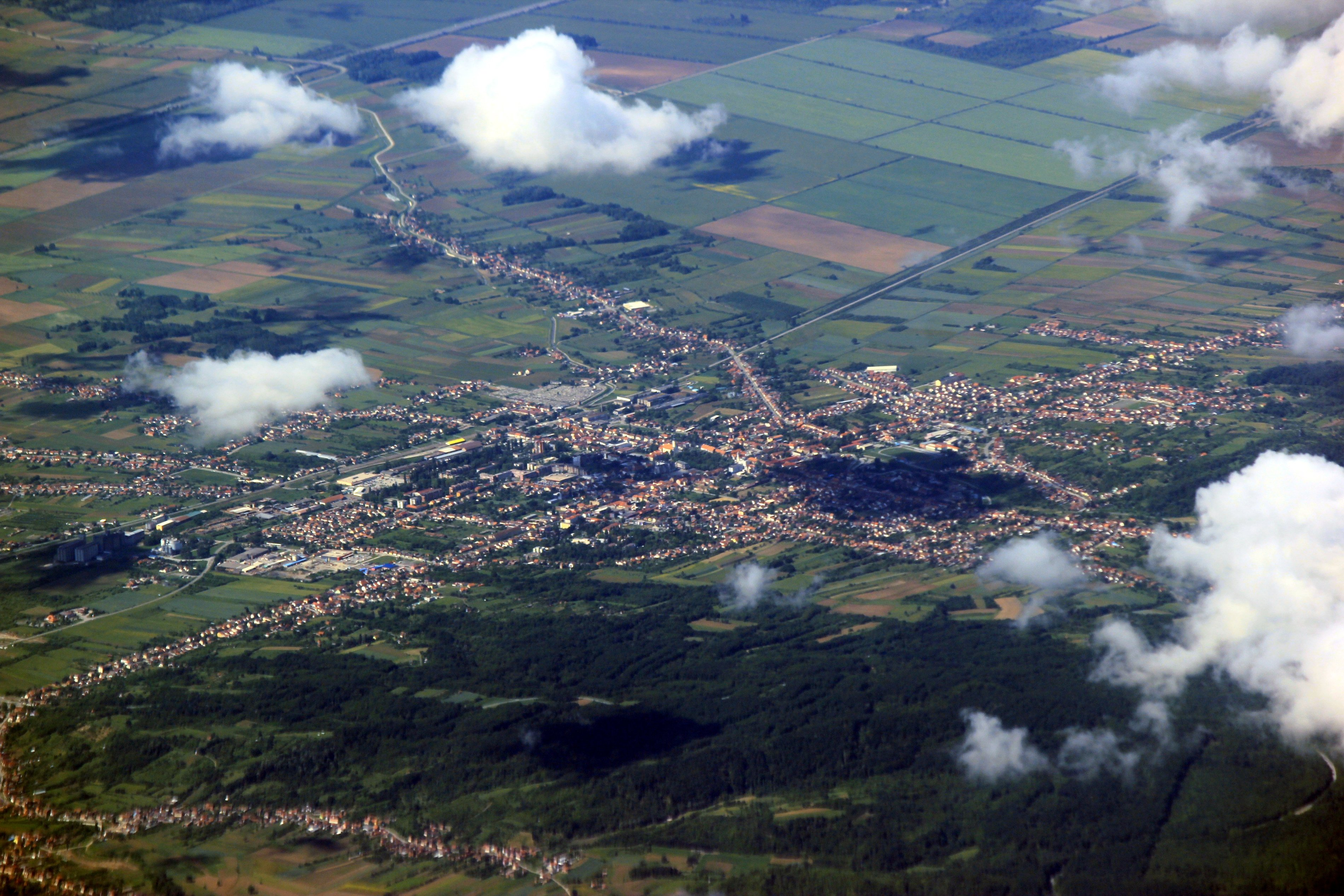
Luftbild der Stadt
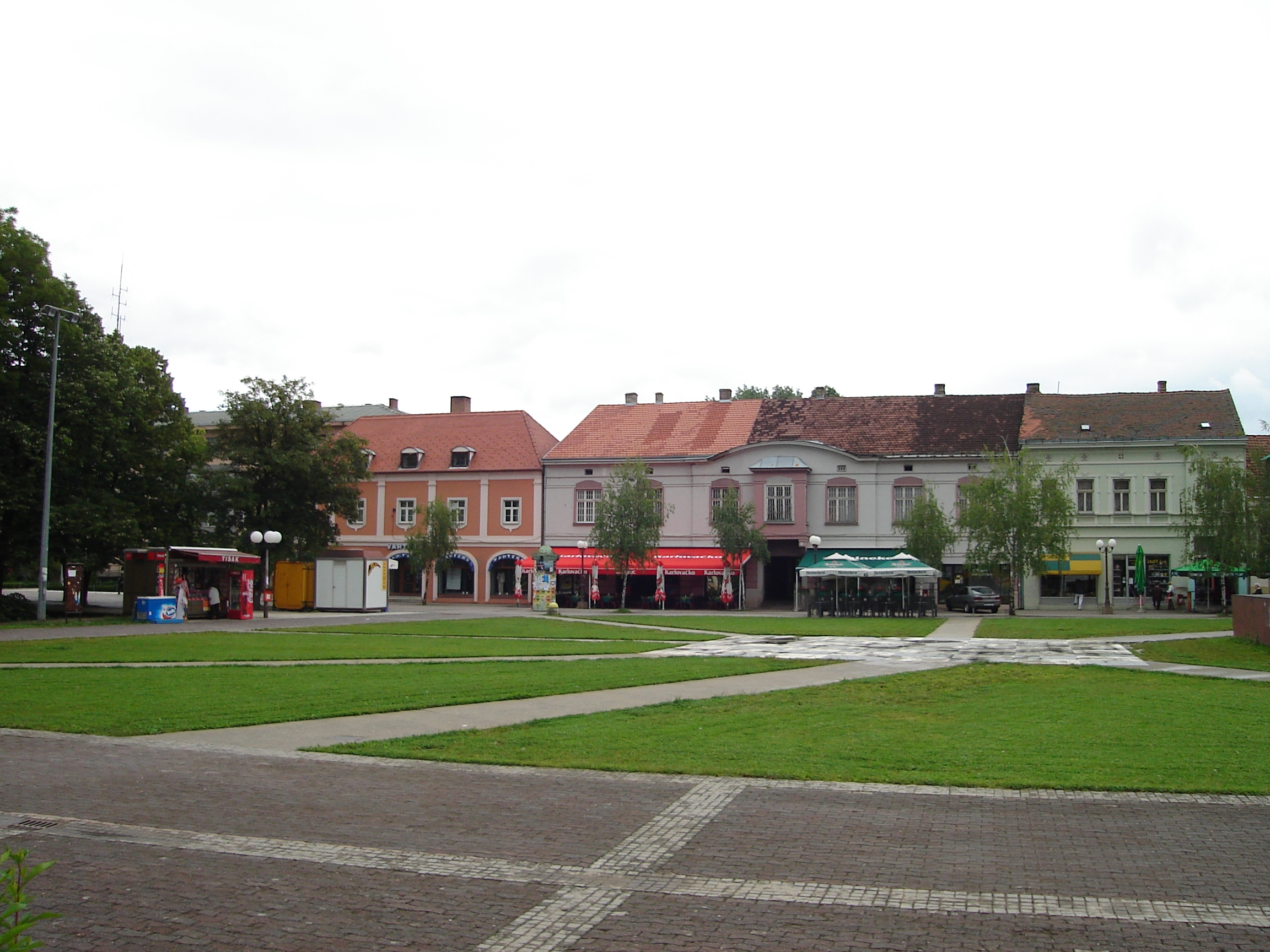
Der Hauptplatz in Nova Gradiška
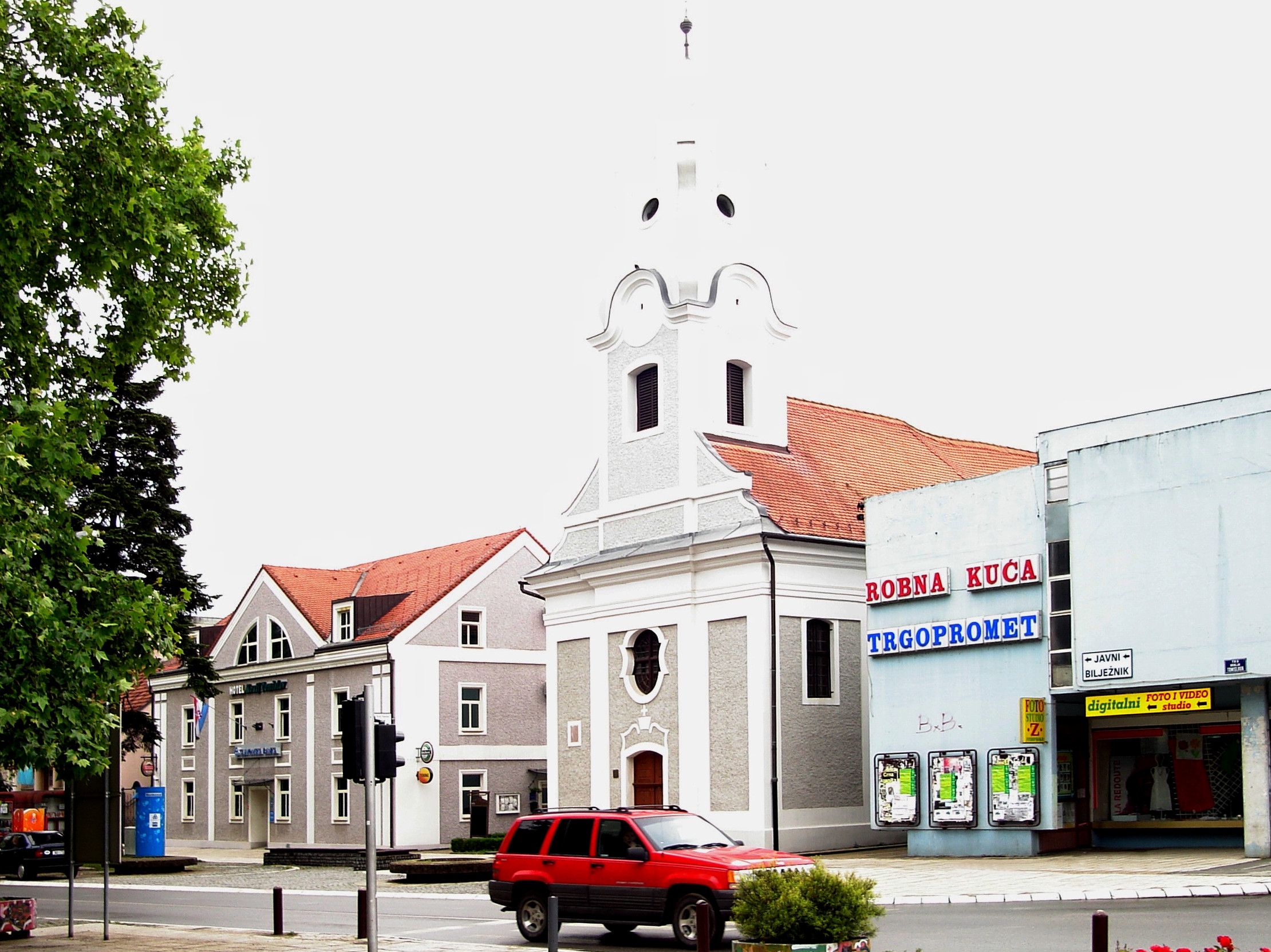
Die Theresienkirche in Nova Gradiška
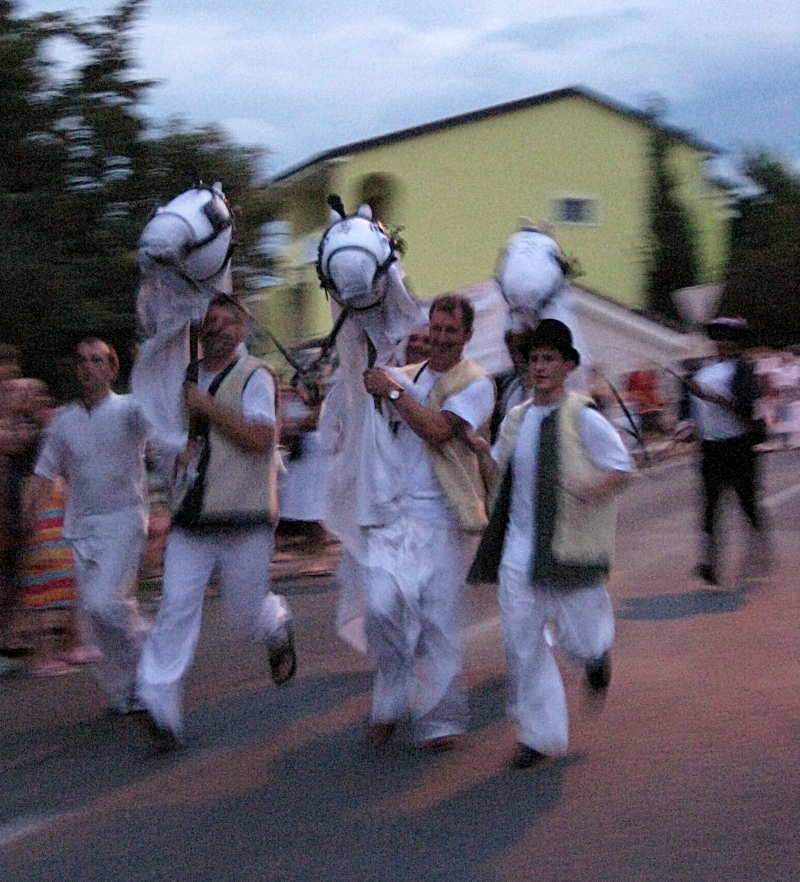
Masken aus Nova Gradiška

## Söhne und Töchter der Stadt
- Paulina Hermann (1859–1938), wohlhabende Bürgerin von Osijek
- Andrija Štampar (1888–1958), bedeutender Mediziner
- Walter Hirschberg (1904–1996), österreichischer Ethnologe
- Goran Vlaović (* 1972), Fußballer der kroatischen Nationalmannschaft
- Matija Kvasina (* 1981), Radrennfahrer
- Viktor Galović (* 1990), Tennisspieler
- Toni Jović (* 1992), Fußballspieler

## Städtepartnerschaft
- Herzogenaurach, Deutschland